# Mustelus griseus
Mustelus griseus — акула з роду Гладенька акула родини Куницеві акули. Інші назви «чиста гладенька акула», «японська сіра гладенька акула», «безпляма куницева акула».

## Опис
Загальна довжина досягає 101 см, зазвичай — 70-75 см. Спостерігається статевий диморфізм: самиці значно перевищують самців. Голова звужена. Ніс загострений. Очі помірно великі, овальні, з мигальною перетинкою. за ними розташовані невеличкі бризкальця. Ніздрі мають носові клапани. Рот сильно зігнутий. Зуби дрібні, з притупленими верхівками. Розташовані у декілька рядків. У неї 5 пар зябрових щілин. Тулуб стрункий. Грудні плавці великі, трикутної форми. має 2 спинних плавця, з яких передній більше за задній. Передній спинний плавець починається навпроти кінця грудних плавців. Задній спинний плавець починається перед анальним плавцем і закінчується навпроти нього. Черевні плавці невеличкі, широкі. Анальний плавець маленькій (менше усіх плавців). Хвостовий плавець вузький, гетероцеркальний, верхня лопать витягнута.
Забарвлення спини сіро-коричневе. Черево має попелясто-білий колір. Відсутні жодні плями або смужки. Тому ця акула має відповідні назви.

## Спосіб життя
Тримається на глибина до 300 м, зазвичай — до 50 м, на континентальному шельфі. Воліє до бухт, лиманів, заток з піщаними або мулисто-піщаними ґрунтами. Полює переважно біля дна. Основу раціону складають ракоподібні (креветки, краби). Живиться також іншими безхребетними і дрібною костистою рибою.
Статева зрілість у самців настає при розмірах 62-70, самиць — 80 см. Це живородна акула. Вагітність триває близько 10 місяців. Зазвичай у квітні-червні самиця народжує 16-20 акуленят завдовжки 28-30 см.
Тривалість життя 9 років.
Є об'єктом промислового вилову. Особливо цінуються м'ясо і плавці.

## Розповсюдження
Мешкає у Тихому океані: від узбережжя Японії до В'єтнаму. За деякою інформацією зустрічається в акваторії Філіппін.